# Albert Brockhaus

Albert Brockhaus

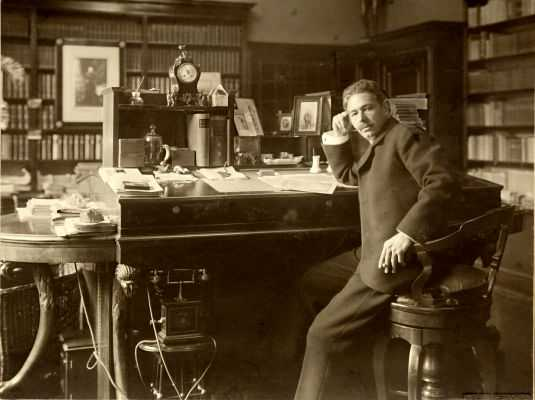
Albert Brockhaus in seinem Büro.

Albert Eduard Brockhaus (* 2. September 1855 in Leipzig; † 27. März 1921 ebenda) war ein deutscher Verleger und Politiker.

## Leben

### Verleger
Brockhaus wurde 1855 als Sohn von Eduard Brockhaus geboren. Er besuchte zunächst die Erziehungsanstalt Schnepfenthal und bis 1875 die Thomasschule zu Leipzig. Er studierte an den Universitäten in Heidelberg und Straßburg. Gemeinsam mit seinem Bruder Fritz Brockhaus leitete er von 1881 bis zu seinem Tode 1921 den Lexikonverlag F. A. Brockhaus. 1893 wurde er durch eine Porträtenthüllung durch König Albert von Sachsen im Deutschen Buchhändlerhaus geehrt. Er war von 1890 bis 1910 Mitglied der Industrie- und Handelskammer zu Leipzig und ab 1911 deren Ehrenmitglied. Brockhaus war von 1901 bis 1907 Erster Vorsteher und später Ehrenmitglied des Börsenvereins der Deutschen Buchhändler. Er setzte in dieser Position die Buchpreisbindung gegen Karl Bücher durch. 1912 verfasste er das Lexikon-Testament. Brockhaus war eng mit Sven Hedin befreundet.
Seine Urne wurde im Erbbegräbnis der Familie Brockhaus in der IV. Abteilung des Neuen Johannisfriedhofs beigesetzt.

### Politiker
Als vom sächsischen König Friedrich August III. nach freier Wahl ernanntes Mitglied gehörte Brockhaus von 1911 bis zur Abschaffung der konstitutionellen Monarchie im November 1918 der I. Kammer des Landtags im Königreich Sachsen an.

### Sammler
Albert Brockhaus legte eine große Sammlung japanischer Netsuke an und publizierte dazu auch ein Standardwerk.

## Auszeichnungen
Er war Komtur II. Klasse des sächsischen Albrechts-Ordens und des russischen Sankt-Stanislaus-Ordens mit Bruststern, Träger des preußischen Roten Adlerordens IV. Klasse, des Herzoglich Sächsisch-Ernestinischen Hausordens I. Klasse, der bulgarischen Medaille für Wissenschaft und Kunst, Offizier des Ordens der Krone von Italien und der Französischen Ehrenlegion.

## Veröffentlichung
- Netsuke. Versuch einer Geschichte der japanischen Schnitzkunst. F. A. Brockhaus, Leipzig 1905, 2. Auflage 1909, 3. Auflage 1925
  - italienische Übersetzung: Albert Brockhaus: Netsuke, Edizioni Bocca, Mailand 2005